# Heliosia rufa
Heliosia rufa är en fjärilsart som beskrevs av John Henry Leech 1890. Heliosia rufa ingår i släktet Heliosia och familjen björnspinnare. Inga underarter finns listade i Catalogue of Life.